# Barret Oliver
Barret Oliver (* 24. srpna 1973 Los Angeles, Kalifornie) je americký herec a fotograf.

## Biografie

### Studium a herecká kariéra
V dětství byl hercem, průlom v jeho kariéře bylo obsazení ve fantasy snímku Nekonečný příběh (1984), kde ztvárnil roli Bastiena. Předtím se objevil v komedii Polib mě na rozloučenou (1982) a v televizním seriálu Knight Rider s Davidem Hasselhoffem. V 80. letech se ukázal ještě ve snímcích Frankenweenie, Zámotek, Daryl a Zámotek 2: návrat. V roce 1989 se stal členem scientologické církve a přestal hrát.

### Profesní kariéra
Po herecké kariéře se začal věnovat fotografii, od roku 2008 vyučuje fotografii na univerzitě v Los Angeles. Kromě fotografické výuky jsou známé jeho práce fotografa a tiskaře, přičemž při vlastní tvorbě používá historické fotografické procesy z devatenáctého století. Jeho fotografická díla byla prezentována na řadě výstav a byla použita ve filmu. V roce 2007 vydal knihu Historie woodburytypie, inspirovanou prvním úspěšným fotomechanickým tiskovým procesem, woodburytypií vynálezce Waltra Bentleyho Woodburyho. Také Oliver své vlastní práce reprodukuje tiskovou technikou woodburytypie.